# 王平安
王平安（1953年—），河北东光人，回族，中华人民共和国政治人物、第十一届全国人民代表大会浙江地区代表。
毕业于中共中央党校政治学专业，是中共党员。担任铜川市耀州区天宝路街道党委副书记、北街村党总支书记。2008年起担任全国人大代表。